# 狄菲菲
狄菲菲（1964年7月—），河南郑州人，中国大陆配音演员、配音导演，一級演員，上海领声文化传媒有限公司创始人。

## 生平
狄菲菲初中毕业后考入河南省郑州艺术专科学校，学习导演专业。1987年7月进入上海电影译制厂。